# Astragalo balearici-Teucrietum mari
En fitosociologia, l'Astragalo balearici-Teucrietum mari és una associació vegetal present a Menorca i Mallorca que pertany a l'aliança Hypericion balearici. És una comunitat d'eixorba-rates que es troba en els punts més elevats de les illes, a mercè del vent i del pendent.
A Mallorca trobem una variant amb Teucrium marum subs. occidentale (eixorba-rates blanc) i a Menorca una altra amb Teucrium marum subs. marum (la frígola o farigola, mata no pulviniforme), que per altra banda, té el mateix nom comú que la frígola (Thymus vulgaris).
L'altra espècie característica d'aquesta comunitat és Astragalus balearicus (eixorba-rates negre).
Es troben dues variants d'aquesta associació a Menorca:
- Subas. Ampelodesmo-juniperetosum: Abundant a Mallorca, s'ha trobat al Toro. Pocs coixinets, i abunda el càrritx. No sembla una comunitat permanent natural (producte més aviat de la desforestació antròpica).
- Subas. launaetosum: Es troba a prop de la costa, dalt els penyals i just darrere el cinturó d'halòfits pulviniformes de Launaeetum cervicornis. És una comunitat permanent natural. Presenta les següents espècies diferencials:

- - Launaea cervicornis
  - Catapodium loliaceus
  - Senecio rodriguezii